# Edmé Guillaume
Pour les articles homonymes, voir Guillaume.
Edmé Guillaume, est un chanoine d'Auxerre du XVIe siècle.

## Biographie

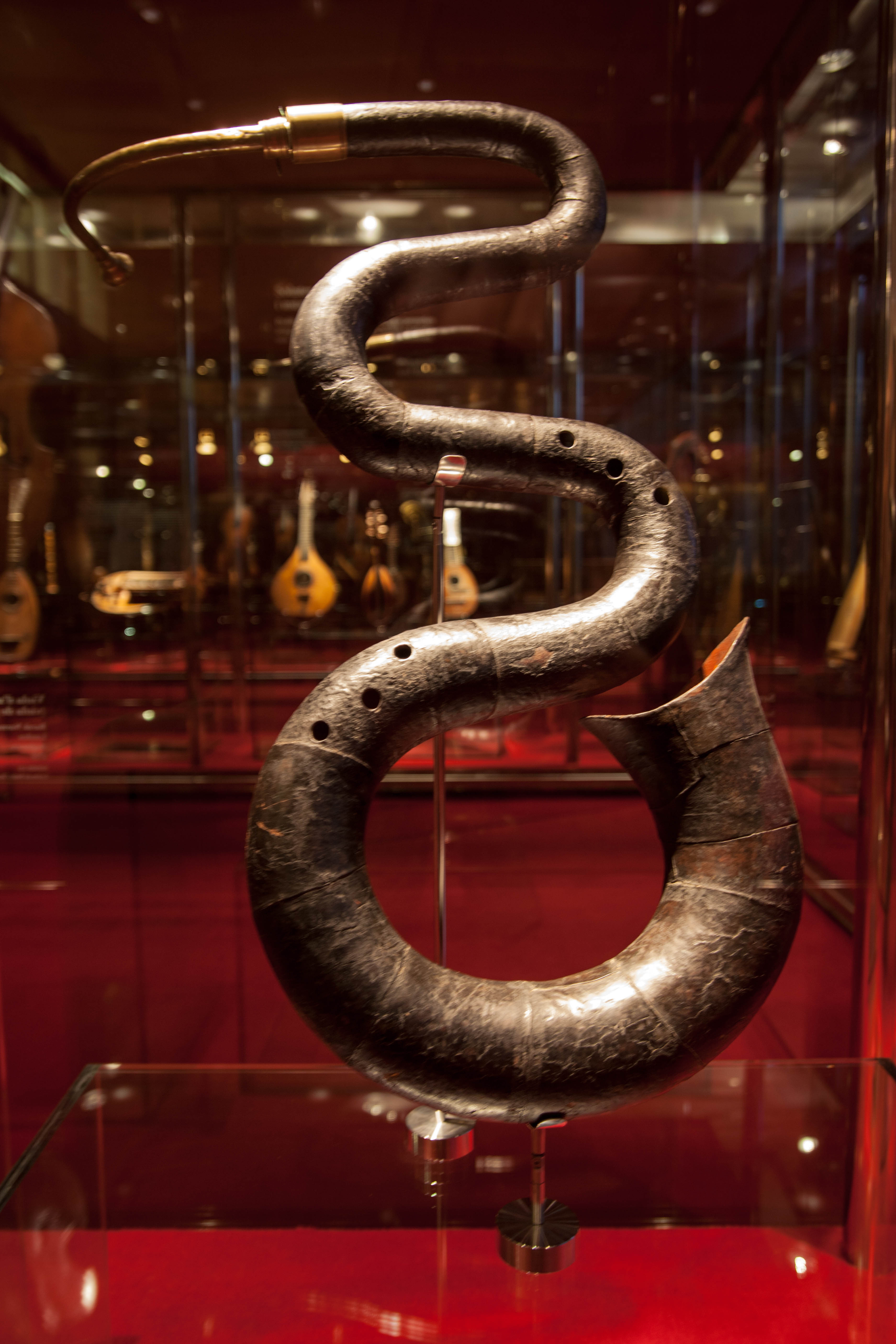
Serpent, au Museu de la Música de Barcelona.

Économe et commensal de Jacques Amyot, il est connu pour avoir inventé en 1590 l'instrument d'église nommé « Serpent ».
Dans ses Mémoires concernant l’Histoire ecclésiastique et civile d'Auxerre (1743), seul écrit connu proposant une date précise d'invention du serpent, l'abbé Jean Lebeuf (1687-1760) attribue l'invention du serpent à Edmé Guillaume. Il date cette invention de 1590. L'auteur ne cite malheureusement aucune source. L'origine du serpent reste, en l'absence de documents précis, difficile à définir. Vers 1641, à la cathédrale d'Orléans, le « sonneur de serpent » était « M[aîtr]e Henri Malis, choriste »